# دم (أوزبكستان)
دم هي بلدة في مقاطعة جيراقجي في ولاية قشقداريا في أوزبكستان.